# Coll de Miravet
El Coll de Miravet és una muntanya de 238 metres que es troba entre els municipis de Benifallet, a la comarca del Baix Ebre i de Rasquera, a la comarca catalana de la Ribera d'Ebre.